# 比利戈特希爾 (阿拉巴馬州)
比利戈特希爾（英語：Billy Goat Hill）是一個位於美國阿拉巴馬州切羅基縣的非建制地區。該地的面積和人口皆未知。

## 地理
比利戈特希爾的座標為34°11′39″N 85°41′42″W / 34.194167°N 85.695000°W，而該地最高點為海拔高度190米（即610英尺）。